# Климент IX
Климент IX (лат. Clemens PP. IX), Джуліо Роспільйозі (італ. Guilio Rospigliosi; 28 січня 1600 — 9 грудня 1669) — 238-ий Папа римський, понтифікат якого тривав з 20 червня 1667 по 9 грудня 1669.

## Життя
Джуліо Роспільйозі учився теології та філософії в Пізі. У 1644 був папським нунцієм в Іспанії. При папі Урбані VIII керував Конгрегацією Папської держави. Папа Олександр VII призначив його кардиналом і Державним секретарем Ватикану.

## Понтифікат
Після 18-денного засідання Конклав вибрав 20 червня 1667 року Джуліо Роспільйозі наступним папою. Як Франція, так і Іспанія вітали його обрання. На відміну від попередників його непотизм не був виражений і родичі не брали участь у справах управління держави і церкви. Під час понтифікату постійно турбувався про об'єднання європейських сил проти загрози від турків. Однак не знаходив підтримки.
Клименту IX вдалося стабілізувати фінансові справи папської держави зруйновані попередником. Завдяки турботі про бідних здобув повагу серед римлян.
Ще в кардиналіські часи стає відомим лібретистом римської опери-буф. Відомі його лібрето до опер Chi soffre speri, Dal male il bene. Перед самою смертю папа дізнався про втрату ним Кандії (нині Іракліон) — останнього християнського бастіону на зайнятому турками Криті. Папський флот, посланий туди під командуванням непота Вінченцо Роспільйозі, зазнав поразки (6 вересня 1669).
За лише дворічного понтифікату папа Климент IX здобув багато прихильників та симпатиків і день його смерті став днем трауру для багатьох римлян.

## Покровитель мистецтв
Климент IX був покровителем живописця Ніколя Пуссена, був пристрасним любителем оперної музики і складав лібретто (зокрема, для опери Стефано Ланді «Святий Олексій», 1634), сприяв будівництву музичного театру дома старої міської в'язниці.
Він прикрасив місто скульптурами Джованні-Лоренцо Берніні. Він також відкрив перший публічний оперний театр у Римі, а у святкування Карнавалу 1668 року в палаццо Роспільйозі була поставлена духовна опера «La Baltasara» на текст папи та музику Антоніо-Марії Аббатіні. Декорації для цієї opera scenica sacra зробив Берніні.